# Propulseur électrohydrodynamique
Un propulseur électrohydrodynamique est un appareil de propulsion qui utilise une haute tension électrique pour éjecter de l'air ou un autre fluide à l'arrière du moteur. Ces propulseurs se différencient des moteurs à vent ionique en ce qu'ils n'ont pas à transporter le fluide à éjecter, seulement leur source d'énergie. D'un autre côté, ils doivent baigner dans le fluide à propulser et ne peuvent fonctionner dans le vide de l'espace.

## Fonctionnement
Le propulseur électrohydrodynamique est basé sur la propulsion ionique. Le fluide dans lequel baigne le propulseur est ionisé puis passe dans un accélérateur de particules. L'ionisation se fait en appliquant une tension de plusieurs kilovolts ou même de l'ordre du mégavolt dans une première chambre pour créer un plasma. Par la suite un accélérateur à un ou plusieurs sections fait déplacer le plasma à travers un fluide neutre. Les collisions entre le plasma et le fluide vont ensuite faire déplacer ce dernier et selon la troisième loi de Newton, le moteur se déplacera dans la direction opposée.
Pour augmenter l'efficacité du propulseur, la température, la pression et les constituants du fluide neutre peuvent être variés dans la chambre d'accélération.

## Utilisation
L'efficacité du propulseur dépend du rapport entre la vitesse induite dans le fluide neutre et celle des ions. Dans un appareil qui utilise l’effet Biefeld-Brown, ce rapport entre typiquement de 1 m/s pour 100 m/s soit 1 %. D'autres appareils utilisant un type d'accélérateur plus efficace peut tendre vers 100 %, les pertes étant associées à l'inertie.

### Source
- (en) Cet article est partiellement ou en totalité issu de l’article de Wikipédia en anglais intitulé « Electrohydrodynamic thruster » (voir la liste des auteurs).